# L'Abbaye
L'Abbaye är en ort och kommun i distriktet Jura-Nord vaudois i kantonen Vaud, Schweiz. Kommunen har 1 536 invånare (2023).
Kommunen ligger längs östra sidan av sjön Lac de Joux och består av byarna L’Abbaye (386 invånare), Le Pont (477 invånare) och Les Bioux (622 invånare).